# Nuuvem
Nuuvem es una plataforma de videojuegos de Latinoamérica para PC y Mac en los sistemas operativos Windows, macOS y Linux. Es posible adquirir estrenos, títulos clásicos e incluso colecciones de juegos con disponibilidad en todo el mundo, pero enfocado en los países latinos.
En la actualidad, la tienda cuenta con un catálogo de más de 4.000 juegos de empresas como Warner Brothers, Ubisoft, Take 2, Konami y Rockstar.
Debes estar registrado en el servicio mediante la creación de una cuenta gratuita, a la que se vinculan todos los videojuegos comprados por el jugador; se pueden activar en Steam, Uplay, GOG.com, Battle.net u Origin.
La empresa tiene su sede en la ciudad de Río de Janeiro, Brasil.

## Historia
La empresa surgió en 2009, un año después de que Thiago Diniz, con 26 años en aquel entonces, fuera campeón mundial de Battle for Middle Earth, juego de estrategia basado en El Señor de los Anillos. Esa experiencia le otorgó contactos con productores de juegos y jugadores brasileños. Halló su oportunidad abriendo su primera tienda, la RTS Games Store, que compraba y revendía juegos físicos. Él la operaba toda, enviaba por correo las cajas con CDs y manuales de juegos.
No tardó mucho en percibir que el futuro estaba en la nube. Entonces conoció a Andrey Beserra, diseñador de 26 años afincado en Paraíba, y a Paulo Schilling, programador de 23 años que entonces residía en Río Grande del Sur. Juntos fundaron Nuuvem. Un mes después se les une Fernando Campos, empresario e inversor que buscaba oportunidades para empezar una nueva "start-up".
Thiago y Fernando vivían en Río de Janeiro, encontraron sus afinidades y el proyecto despegó. Ambos invirtieron 200 mil reales en la estructuración de la empresa.

## Mercado
En julio de 2016 la distribuidora alcanzó R$ 30 millones en royalties distribuidos a los desarrolladores de juegos. Brasil es el 11º mercado de videojuegos más grande del mundo y en 2016 ha movido más de 1.400 millones de dólares en el negocio. En el mundo, el sector movió 91 mil millones ese mismo año. 